# Січові Вісті
«Січові Вісті» із 1924 «Січ» — двотижневик, орган українського товариства «Січ» в Америці.
Виходив 1918 — 23 у Нью-Йорку (з 1920 — ред. С. Мусійчук), з 1924 у Чикаго під назвою «Січ».